# مينة لشطر
مينة لشطر (بالفرنسية: Mina Lachter
)‏ هي ممثلة جزائرية، ولدت يوم 4 سبتمبر 1989 في بسكرة في الجزائر.

## أعمالها

### مسلسلات
- 2010: ساعد القط
- 2020 - 2025: طيموشة
- 2022: حب ملوك
- 2024: دار لفشوش (جزء 2)
- 2024 البراني
- 2025: صفية (ضيفة شرف)

## روابط خارجية
- مينة لشطر على موقع IMDb (الإنجليزية)
- مينة لشطر على موقع قاعدة بيانات الأفلام العربية